# Володимирівка (Сахновщинська селищна громада)
Володи́мирівка — село в Україні, у Берестинському районі Харківської області. Населення становить 276 осіб. Орган місцевого самоврядування — Володимирівська сільська рада.
Після ліквідації Сахновщинського району 19 липня 2020 року село увійшло до Красноградського (Берестинського) району.

## Географія
Село Володимирівка розташоване за 25 км від центру громади і за 12 км від залізничної станції Краснопавлівка на лінії Лихачове-Лозова, знаходиться на відстані 3 км від річки Орілька (правий берег). На відстані 1 км розташоване село Козирів. Русло річки в цьому місці частково використовується під Канал Дніпро — Донбас. У селі бере початок Балка Солона.

## Історія
- Володимирівка заснована в кінці XIX століття переселенцями з Курської, Полтавської та Катеринославської губерній.
- Радянська влада встановлена в січні 1918 року.
- В 1925 році створили комуну ім. Ворошилова. Її організатором був П. Н. Дігтяр.
- У німецько-радянській війні на боці СРСР брали участь 67 жителів, 24 з них отримали радянські ордени та медалі, 40 — загинули. Під час відвоювання села Червоною Армією загинуло 34 радянських вояки. На їх братській могилі споруджено пам'ятник.